# Rivaliseringen mellem Liverpool F.C. og Manchester United F.C.
Liverpool-Manchester-derbyet er et derby mellem Englands to mest succesfulde fodboldklubber, Manchester United F.C. og Liverpool F.C.. Liverpool var 70'ernes og 80'ernes store hold - en rolle som Manchester United F.C. overtog i 90’erne og 00’erne. De seneste sæsoner er Liverpool igen bedre.
Ingen spillere har gået direkte fra den ene klub til den anden siden Phil Chisnall gik fra Manchester United til Liverpool i 1965. 
Rivaliseringen har rødder i byrivaliseringen mellem byerne Liverpool og Manchester, som er det nordlige Englands to største byer. Begge hold har desuden store byrivaler i Everton FC og Manchester City. 

Efter 193 kampe mellem de to hold, er resultatet som følger:[kilde mangler]
- Manchester United F.C. har vundet 78 kampe
- Liverpool F.C. har vundet 64 kampe
- 51 kampe er endt uafgjort